# Bleibachtal bei Roggendorf und Strempter Heide
Koordinaten: 50° 35′ 2″ N, 6° 36′ 47″ O
Das Naturschutzgebiet Bleibachtal bei Roggendorf und Strempter Heide liegt auf dem Gebiet der Stadt Mechernich im Kreis Euskirchen in Nordrhein-Westfalen.
Das aus vier Teilflächen bestehende Gebiet erstreckt sich westlich und südwestlich der Kernstadt Mechernich entlang des Bleibaches. Am südwestlichen Rand des Gebietes verläuft die B 266.

## Bedeutung
Das etwa 80,0 ha große Gebiet wurde im Jahr 1999 unter der Schlüsselnummer EU-056 unter Naturschutz gestellt. Schutzziele sind der "Schutz und Erhalt eines strukturreichen Talabschnittes mit bemerkenswerter Artenvielfalt, Mager- und Feuchtbiotopen und seltenen Pflanzenarten".